# 1708 na arte

## Nascimentos
| Data          | Nome          | Profissão                | Nacionalidade                                           | Observações | Ref |
| ------------- | ------------- | ------------------------ | ------------------------------------------------------- | ----------- | --- |
| 25 de janeiro | Pompeo Batoni | pintor do período Rococó | Grão-Ducado da Toscana (Sacro Império Romano-Germânico) | m. 1787     |     |

## Mortes
| Data           | Nome                     | Profissão  | Nacionalidade                                  | Observações | Ref |
| -------------- | ------------------------ | ---------- | ---------------------------------------------- | ----------- | --- |
| 11 de maio     | Jules Hardouin-Mansart   | arquitecto | França                                         | n. 1646     |     |
| 17 de novembro | Ludolf Backhuysen        | pintor     | Sacro Império Romano-Germânico (Países Baixos) | n. 1630     |     |
| ??             | Bento Coelho da Silveira | pintor     | Portugal                                       | n. 1617     |     |